# Madre de Sísara

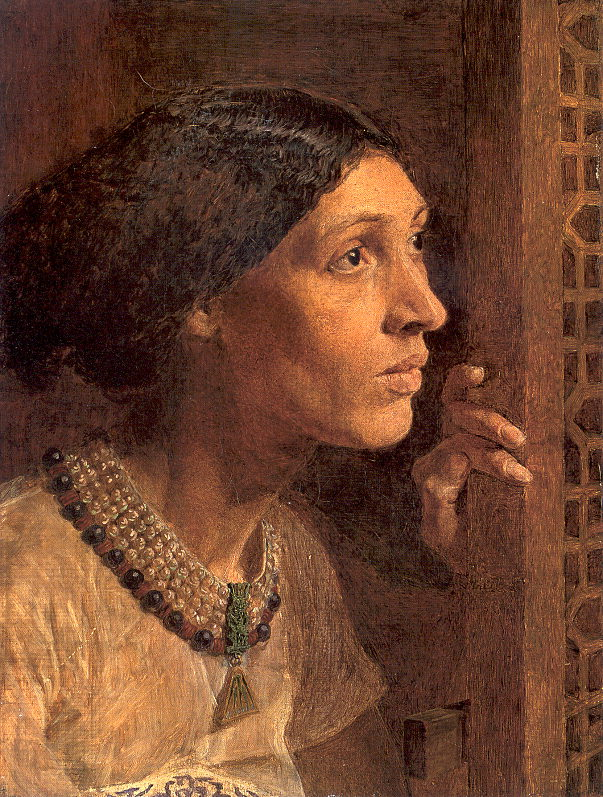
La madre de Sísara miró por la ventana, de Albert Joseph Moore.

La madre de Sísara es una figura bíblica anónima, mencionada en el Libro de los Jueces. Su hijo, Sísara, fue derrotado en batalla por Débora y Barac, y luego asesinado por Yael, quien clavó una estaca de tienda en su cráneo. 

## Descripción
La madre de Sísara solo aparece mencionada en Jue. 5:28-30, en la canción de Débora; por eso, todo lo que se dice sobre ella puede provenir de la imaginación de la profetisa. Débora representa a la madre de Sísara mirando por la ventana, esperando a su hijo y preguntándose por qué no ha vuelto aún. Una princesa le responde, y ella concuerda, que Sísara debe de estar repartiéndose y disfrutando del botín, con «una doncella, dos doncellas para cada guerrero» El texto de Jue. 5:28-30 en el que se narra esta historia explica:  

A la ventana se asoma y atisba 
 la madre de Sísara, por las celosías: 
 «¿Por qué tarda con su auxiliadora?; 
 ¿por qué se retrasa el galopar de su 
 carroza?». 
 La más discreta de sus princesas le responde; 
 ella se lo repite a sí misma: 
«¡Será que han cogido botín y se lo reparten: 
 una doncella, dos doncellas para cada guerrero; 
botín de paños de colores para Sísara 
botín de paños de colores; 
 un manto, dos mantos bordados
para mi cuello!».
 (Jue. 5:28-30)

Arthur Waskow menciona que «el tono de desprecio que utiliza conduce a una [posible] traducción más cruda en inglés coloquial», Nehama Aschkenasy sostiene que es «descaradamente gráfico y sexual». Judy Sterman sugiere que la madre de Sísara «se deja tranquilizar con palabras falsas y estúpidas». James B. Jordan destaca la naturaleza cruda y despiadada de las palabras de la madre de Sísara y menciona que «la razón por la cual Sísara era un enemigo tan tenaz para el pueblo de Dios y un hombre tan cruel es haber tenido tal madre». Además comenta que Débora «se complace en la miseria de la madre de su enemigo, cuyas expectativas no llegarán a hacerse realidad». La madre de Sísara ha sido descrita como «tonta e ineficaz», así como «maligna y sexualmente depravada».  Aschkenasy resalta, sin embargo, que «no tenemos forma de saber si la mujer histórica, la madre de Sísara, era realmente tan cruel. Débora debe de haber basado su retrato sobre rumores, o en su conocimiento general de las mujeres cananeas». La madre de Sísara ha sido representada en arte y poesía. La mayoría de esos retratos se concentran sobre su ansiedad mientras espera el retorno de su hijo.

## Conexión con el shofar
Según la tradición judía, debido a que la madre de Sísara lloró cien lágrimas al ver que su hijo no regresaba, los judíos tocan cien veces el shofar en Rosh Hashanah, su celebración de año nuevo. Siguiendo esta línea, el Talmud define el sonido del shofar como el yevava (llanto) de la madre de Sísara.
Eliyahu Kitov menciona que existen ciento un letras en el relato de la madre de Sísara, en Jueces. Al tocar el cuerno solo cien veces, los judíos asquenazi no contrarrestan el último llanto, que honra la emoción natural de una madre que llora por su hijo. Sin embargo, en la tradición sefardí, se sopla el shofar una vez más al finalizar el servicio matinal del Rosh Hashana. Una tradición rabínica sugiere que, al mirar por la ventana, la madre de Sísara recibe una visión del futuro y contempla que su descendencia —entre la que se cuenta Akiva ben Iosef— cambiará su rumbo y enseñará la Torá.